# Krai de Usuri
El Krai de Usuri (en ruso: Уссури́йский край, lit. 'Ussuríyskiy kray') es un nombre no oficial de una parte del Krai de Primorie que consiste en los okrugs de Usuri y Usuri del Sur. El nombre fue ampliamente utilizado en la etapa final de la Rusia imperial. Este nombre se deriva de la presencia del río Usuri alrededor de las regiones citadas.
Gracias al trabajo del gobernador ruso Nikolái Muraviov-Amurski, la China de la dinastía Qing concedió derechos y territorios a Rusia en la anexión de la zona del Amur. Esta decisión fue sancionada en el tratado de Aigun de 1858 y resuscrita en la Convención de Pekín de 1860.
Entre 1889 y 1918 el krai de Usuri fue el lugar de acuartelamiento de una hueste de cosacos propia. Fueron restablecidos en la zona a finales de la década de 1990.
El canal de televisión estadounidense National Geographic produjo la película Secret Forest en inglés: Bosque secreto, como parte de su ciclo de producciones sobre la Rusia salvaje, que describió las resevas naturales localizadas en el krai de Usuri.